# Баутвелл, Джордж Сьюалл
Джордж Сьюалл Баутвелл (англ. George Sewall Boutwell; 28 января 1818 — 27 февраля 1905) — американский политик, сенатор от штата Массачусетс, 20-й губернатор Массачусетса, 28-й министр финансов США.

## Биография
Баутвелл родился в Бруклайне (штат Массачусетс). Вырос на ферме, и подрабатывал клерком и лавочником в Гроутоне, Массачусетс. В 1836 году получил юридическое образование. Между 1849 и 1851 годами Баутвелл занимал должность комиссара банков штата Массачусетс, а с 1855 по 1861 год был министром образования штата.
Свою политическую карьеру Баутвелл начинает в 1842 году с выборами в члены Палаты представителей от штата. С 1847 по 1850 год Джордж представлял интересы Демократической партии. В 1850 году Баутвелл выигрывает выборы в губернаторы Массачусетса. Этот пост он занимал с 11 января 1851 по 14 января 1853 года, но на второй срок решил не баллотироваться. Из-за взглядов на рабство Баутвелл меняет партийную принадлежность, и в 1854 году является одним из основателей Республиканской партии.
17 июля 1862 года Баутвелл назначен на пост директора Службы внутренних доходов. Эту должность он занимал до 4 марта 1863 года. В феврале и марте 1868 года был назначен одним из обвинителей Сената против президента Эндрю Джонсона.
12 марта 1869 года, с началом президентства Улисса Гранта, Баутвелл становится 28-м министром финансов США. Во время пребывания на должности он занялся, в частности, реорганизацией министерства и сокращением государственного долга. 23 марта 1869 года, в «чёрную пятницу», участвовал в распределении государственного золота на финансовом рынке.